# Зелёный Фонарь в других произведениях
Как и многие герои DC Comics, Зелёный Фонарь появлялся не только в одноименных сериях комиксов и в сериях в рамках вселенной DC Universe, но и во множестве телесериалов, фильмов и видеоиграх и иных упоминаниях в СМИ.

## Телевидение

### Анимационные телесериалы
- Хэл Джордан появился в мультсериале «The Superman/Aquaman Hour of Adventure» как участник Лиги Справедливости. Является первым появлением Зелёного Фонаря в анимации. Озвучил его Джеральд Мор.
- Хэл Джордан появлялся в нескольких частях мультсериала «Super Friends», во всех был озвучен Майклом Ру.

Джон Стюарт в мультсериале Лига Справедливости

- Джон Стюарт является один из главных персонажей в мультсериале «Лига Справедливости», где входит в состав одноимённой команды. Озвучен актёром Филом Ламарром. Поначалу, кольцо Джона позволяет ему совершать только минимальный набор действий — защитное поле, взрывы, стены; это ограничение было создано самим Стюартом, который сам ограничил действие кольца своим мышлением. После он научился выполнять более сложные манипуляции с энергией, создавать сложные конструкции. По сюжету, Джон — бывший морской пехотинец, владеет боевой подготовкой и навыками стрельбы, что часто помогает ему в ситуациях, когда он оставался без кольца или он разряжено. Кроме того, при ношении кольца его глаза светятся зелёным светом, что является побочным эффектом из-за длительного контакта с кольцом. В эпизодах его схваток с Синестро видно, что желтый цвет не является большой проблемой для его кольца. Кроме Стюарта, в мультсериале кратко появляется Кайл Райнер, в эпизоде похорон Супермена. Его озвучил Уилл Фридл. Персонаж по имени Зелёный Гвардеец (озвучен Уильмом Кэттом) по имени Скотт Мэйсон появляется в одном эпизоде мультсериала, в котором Джон Стюарт и другие герои путешествуют в параллельный мир, где существует своя версия Лиги Справедливости Америки.
- Кайл Райнер появляется в одном эпизоде мультсериала «Superman: The Animated Series» и бы озвучен Майкло Пи Гресо, а также в камео кратно появляется Гай Гарднер.
- В мультсериале «Static Shock» появляется Джон Стюарт появляется в нескольких эпизодах, где его озвучивает Фил ЛаМарр.
- В эпизоде из двух частей «The Call», мультсериала «Бэтмен будущего» появляется молодой Зелёный Фонарь Каи-ро в составе Лиги Справедливости, озвучен Лорен Том.
- Хэл Джордан появляется в двух эпизодах мультсериала «Justice League Unlimited», где он озвучен Адамом Болдуином.
- В анимационном сериале «Дак Доджерс» в эпизоде «The Green Loontern», появляются многие члены Корпуса Зелёных Фонарей, а сам Доджерс становится Зелёным Фонарем. В этой серии Киловога озвучил Джоном ДиМаджио, Катма Туи — Тара Стронг, Будикку — Грей ДеЛисте, Ч’п — Фрэнк Уэлкер, а Синестро — Джон де Лэнс, а также появляются не говорящие персонажи Хэла Джордана, Джона Стюарта, Алана Скотта, Кайла Райнера и Гая Гарднера.
- В финале четвертого сезона мультсериала «The Batman» Хэла Джордана во время его краткого появления озвучивает Дермонт Малруни.
- Гай Гарднер показан в мультсериала «Бэтмен: отважный и смелый», где озвучен Джеймсон Арнольдом Тейлором. В эпизоде «The Eyes of Despero!» показаны Гарднер, Г’норт, Синестро и Мого, которые объединяют свои силы против злодея по имени Десперо. Так же появляются члены Корпуса: Киловог, Медфил и Хэл Джордан. Хэл позже появляется как член оригинальной Лиги Справедливости в «Sidekicks Assemble!», а также «Darkseid Descending!», когда Гай присоединяется к Лиге. Хэла озвучил Лорен Лестер, Синестро — Ксандер Беркли, Синестро — Александр Полински, а Стражей Вселенной — Джей Кей Симмонс.
- Хэл Джордан и Джон Стюарт появляются в мультсериале «Young Justice» как одни из членов Лиги Справедливости. Гай Гарднер как один из претендентов во вступлению в Лигу Справедливости.
- Готовится к выходу анимационный сериал «Зелёный Фонарь», где главным героем станет Хэл Джордан.[1] Предпросмотр шоу был показан на New York Comic Con в 2010 году, а также было подтверждено появление основных персонажей комиксов, членов Корпуса, а главными антагонистами выступят члены Корпуса Красных Фонарей во главе с Атроцитусом и Охотниками за головами.[2] Известно, что это сериал не будет описывать историю происхождения. Двадцать шесть эпизодов уже готовы, заказаны еще тринадцать, пять из которых уже записаны.[3]

### Игровое кинои телесериалы
- Говард Мёрфи сыграл Зелёного Фонаря в телевизионном фильме 1973 года «Легенды Супергероев» (англ. Legends of the Superheroes). Роль Синестро в этом фильме исполнил комик Чарли Каллас.
- В неудачной пилотной серии телесериала 1997 года «Лига Справедливости Америки» (англ. Justice League of America) роль Гая Гарднера исполнил Мэтью Сеттл, хотя его персонаж использовал только имя и костюм оригинального Гарднера.
- Алан Скотт кратно появляется в эпизоде «Абсолютная справдливость» (англ. Absolute Justice) телесериала «Тайны Смолвилля», в котором показывается Общество Справедливости Америки. Алан Скотт — супергерой 1970-х годов, генеральный директор радиовещательной компании, который был арестован правительством по подозрению в мошенничестве, в надежде прервать работу Общества Справедливости. В 2010 году Кларк Кент и Хлоя Салливан смотрят чёрно-белые фотографии с изображением Алана, где видно его кольцо на руке. Роль Скотта исполнил Дуг Пинтон.
- В телесериале "Стрела" есть персонаж по имени Джон Диггл, он внешне напоминает Джона Стюарта, и биография их также схожа. В финальной серии сериала падает метеорит возле Джона и начинает светиться зеленым цветом, подтверждая, что Диггл всё время был сериальной версией Зеленого Фонаря Джона Стюарта.
- Киностудия DC Comics запустила производство сериал Фонари который будет посвящён Хэлу Джордану и Джону Стюарту.

## Кино

### Полнометражные анимационные фильмы

Хэл Джордан и Синестро в фильме Зелёный Фонарь: Первый полёт (2009)

- Хэл Джордан является одним из главных персонажей анимационного фильма «Лига Справедливости: Новый барьер» (англ. Justice League: The New Frontier), где его озвучил актер Дэвид Бореаназ, а его любовный интерес Кэрол Феррис озвучила актриса Брук Шилдс. Так же в эпизодической роли в мультфильме появляется Джон Стюарт.[4]

Райан Рейнольдс в роли Хэла Джордана в фильме Зелёный Фонарь (2011)

- В анимационном фильме 2009 года «Зелёный Фонарь: Первый полёт» рассказывается о становлении Хэла Джордана в роли супергероя. Его озвучил Кристофер Мелони.[5]
- Нолан Норт озвучил Хэла Джордана в мультфильме 2010 года «Лига Справедливости: Кризис двух миров» (англ. Justice League: Crisis on Two Earths).
- В анимационном фильме 2011 года «Зелёный Фонарь: Изумрудные рыцари» (англ. Green Lantern: Emerald Knights) голосом Хэла Джордана выступил актер Нейтан Филлион.
- В 2022 году вышел мультфильм «Зелёный Фонарь: Берегись моей силы».

### Полнометражные игровые фильмы
- В полнометражном фильме 2011 года «Зелёный Фонарь» режиссёра Мартина Кэмпбелла, роль Хэла Джордана исполнил актер Райан Рейнольдс. Фильм рассказывает о становлении Джордана в качестве супергероя[6]. Роль Кэрол Феррис, его любовного интереса, досталась Блейк Лайвли, а главного антагониста Гектора Хаммонда сыграл актер Питер Сарсгаард. Warner Bros. заявила, что планируется сиквел фильма[7].
- Член корпуса Зелёных фонарей Ялан Гур появился в фильме «Лига справедливости» 2017 года, он была показан во флэшбеке во время противостояния защитников Земли Дарксайду.

## Видеоигры

Хэл Джордан и Киловог в видеоигре Green Lantern: Rise of the Manhunters (2011)

- Джон Стюарт появился в игре «Justice League Heroes». Хэл Джордан и Кайл Райнер встречаются там в качестве неиграбельных персонажей.
- Хэл Джордан появляется в качестве играбельного персонажа в кроссовере «Mortal Kombat vs. DC Universe».[8]
- Зелёный Фонарь Гай Гарднер появляется как играбельный персонаж в игре для Wii «Batman: The Brave and the Bold».[9] Так же там встречаются Хэл Джордан, Арисия Раб, Киловог, а в Готэм-сити можно увидеть статую Алана Скотта.[10]
- По мотивам полнометражного фильма готовится к выходу видеоигра «Green Lantern: Rise of the Manhunters», главным персонажем которой станет Хэл Джордан.[11]
- Два Зелёных Фонаря, Хэла Джордан и Джон Стюарт появились в игре «DC Universe Online». Джон Стюарт вместе с героями сражается против Синестро и его Корпуса, а Джордан и Зелёная стрела против Эклипсо.
- Является играбельным персонажем в игре Injustice: Gods Among Us.
- LEGO Batman 2: DC Super Heroes. Зелёный Фонарь является игровым персонажем. Озвучен Кэмом Кларком.
- LEGO Batman 3: Beyond Gotham. Зелёный Фонарь является одним из главных игровых персонажей.

## Книги
- Трилогия писателя Майка Барона и Кристофера Дж. Прайста Sleepers (ISBN 1-4165-0427-3) посвящена трём Зелёным Фонарям — Хэлу Джордану, Кайлу Райнеру и Алану Скотту.
- Один из романов о Лиге Справедливости, Exterminators писателя Кристофера Голдена (ISBN 1-5995-0444-8), упоминает Хэла Джордана как часть Лиги, а также Hero’s Quest Дэнниса О’Нила (ISBN 0-7434-1712-7) является сольной историей о Зелёном Фонаре.

## Упоминания в поп-культуре

### Телевидение
- Тим Мэдоуз появился в роли Зелёного Фонаря в американском телевизионном шоу «Субботним вечером в прямом эфире».
- Ссылки на Зелёного Фонаря появлялись в трёх эпизодах американского ситкома «Сайнфелд».
- В телесериале «Кости» в финальной серии третьего сезона, агент Сили Бут читает в ванной комикс Зелёного Фонаря. Он же озвучил Хэла Джордана в фильме «Лига Справедливости: Новый барьер».
- В пародийном анимационном шоу «Сумасшедшие за стеклом, или Мультреалити» персонаж Капитан Герой во время стресса говорит, что хочет, чтобы Зелёный Фонарь был с ним, потому что «он всегда знал, как помочь мне расслабиться».
- В 2007 году ls: tv (Leeds Student Television, члены Национальной Студенческой Телевизионной Ассоциации), выпустили в эфир серию коротких очерков «The Green Intern» («Зелёный Стажер») в рамках комедийной телепередачи «Bits» («Биты»).
- В британском телесериале «Whoops Apocalypse» премьер-министр Великобритании, канцлер казначейства и министр внутренних дел появляются одетыми в костюмы Флэша, Зелёного Фонаря и Человека-ястреба.
- Отсылки к Зелёному Фонарю и другим персонажам часто встречаются в сериале «Теория Большого взрыва».
- В эпизоде третьего сезона сериала «Анатомия страсти» маленькая девочка считает себя супергероиней, так как не может чувствовать боль. В этом эпизоде несколько ссылок на супергеров, включая Зелёного Фонаря.
- В телесериале «Остаться в живых» Уолтер Ллойд читает выпуск Green Lantern/Flash Faster Friends на испанском, говоря, что нашел его в обломках самолета.
- В эпизоде сериала «Розанна» Фред остается в отеле под названием «Зелёный Фонарь».

### Музыка
- Зелёный Фонарь упоминается в песне 1966 года «Sunshine Superman» фолк-музыканта Донована.
- У новозеландской группы The Mutton Birds существует песня «Green Lantern» о том, чья роль в чей-либо жизни уменьшилась, строчка «you’re still the Green Lantern to me» (ты всё еще Зелёный Фонарь для меня).
- Хип-хоп исполнитель DJ Green Lantern взял свой псевдоним в честь супергероя, и носит футболки с его логотипом, который от также использовал в качестве элемента дизайна одного из своих альбомов.
- Певица Эрлин Бэнтли использовала часть клятвы Зелёного Фонаря в песне 1984 года «Caught in the Act».
- Поп-рок группа The Roy Clark Method выпустили трек под названием «Sector 2814» («Сектор 2814», сектор под надзором четырёх основных Фонарей), в котором поётся о Хэле Джордане.[12][13]

### Интернет
- Американский либерал и блогер Мэттью Иглесиаз приписывает сторонникам политики вмешательства США в конфликт на Ближнем Востоке «Теорию геополитики Зелёного Фонаря». По его мнению, приверженцы этой «теории» верят в американскую военную мощь как во власть кольца Зелёного Фонаря, грубо говоря, «с применением военной силы мы сможем сделать в мире всё, что сможем представить, а единственный предел для нас — отсутствие силы воли.»[14] «Теория Зелёного Фонаря» стала популярным мемом среди американских блогеров.[15]
- Тизер вымышленного фан-фильма «Grayson» о персонаже Дике Грейсоне, он же Робин, а позже Найтвинг, включает краткое появление Зелёного Фонаря.

### Комиксы
- В «Легионе Супергероев в 31-м веке», серии комиксов на основе мультсериала компании Kids' WB «Legion of Superheroes», появляется рыжеволосая девушка Зелёный Фонарь по имени Джордана Гарднер, защищающая сектор 2814. Позже она называет себя Юный Фонарь, так как является самым молодым новобранцем, когда-либо завербованным Корпусом. Она рассказывает о истории семьи, и упоминает, что по одной линии она — потомок Гая Гарднера, однако точное её происхождение неизвестно. Возможно, её имя Джордана — отсылка к Хэлу Джордану, который тоже является одним из её предков, так как она говорит Супермену, что в его будущем (её прошлом) он будет работать с обоими её предками.